# Bystjärnen, Västergötland
Bystjärnen är en sjö i Marks kommun i Västergötland och ingår i Viskans huvudavrinningsområde.